# 2018 VO137
2018 VO137 est un objet transneptunien situé actuellement (2021) à plus de 60 UA encore assez mal connu, qui pourrait être en résonance 2:5 avec Neptune.